# Église Saint-Sulpice de Langy
Pour les articles homonymes, voir Église Saint-Sulpice.
L'église Saint-Sulpice est une église située sur la commune de Langy, dans le département de l'Allier, en France.

## Description
L'église Saint-Sulpice est romane, elle comporte trois nefs, séparées par de lourds piliers, sans colonnes engagées. La voûte de la nef centrale est en berceau ; les nefs latérales ont des voûtes en demi-berceau. Le chœur et une partie de l'église ont été reconstruits au milieu du XIIe siècle,. Le mur de l’abside a été surhaussé, mais les corbeaux à copeaux soutenant la corniche primitive sont demeurés en place ; cette corniche était établie à un niveau plus élevé que celles des absidioles.
Le chœur et l’abside sont surélevés de cinq marches par rapport à la nef et aux absidioles, bien qu'il n'y a pas de crypte.
L'absidiole nord de l'église est peut-être consacrée à saint Sulpice.
Sur la croisée du transept se dresse un clocher octogonal, composée d’un premier étage aveugle, très élevé, et d’un second, remanié postérieurement, et percé sur chaque face de deux baies en plein cintre ; couronnée d'une flèche de charpente.
L'église de Langy est placée sous le vocable de saint Sulpice. Deux Sulpices ont été canonisés, tous deux évêques de Bourges : l'un au VIe siècle et l'autre au VIIe siècle. Les deux saints se confondent au sein d'une dévotion unique.
L'édifice est inscrit au titre des monuments historiques en 1926.

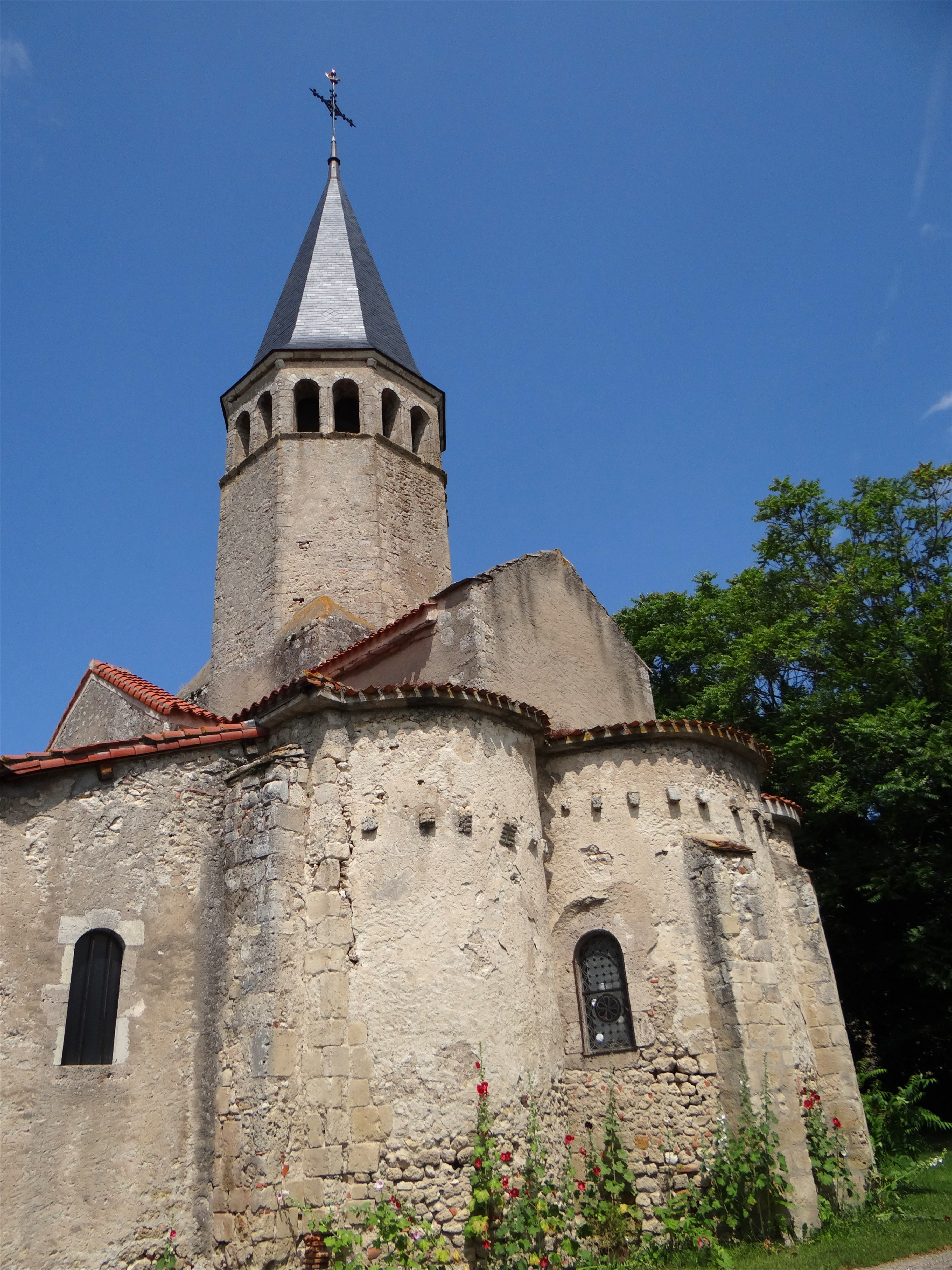
Vue de sud-est.
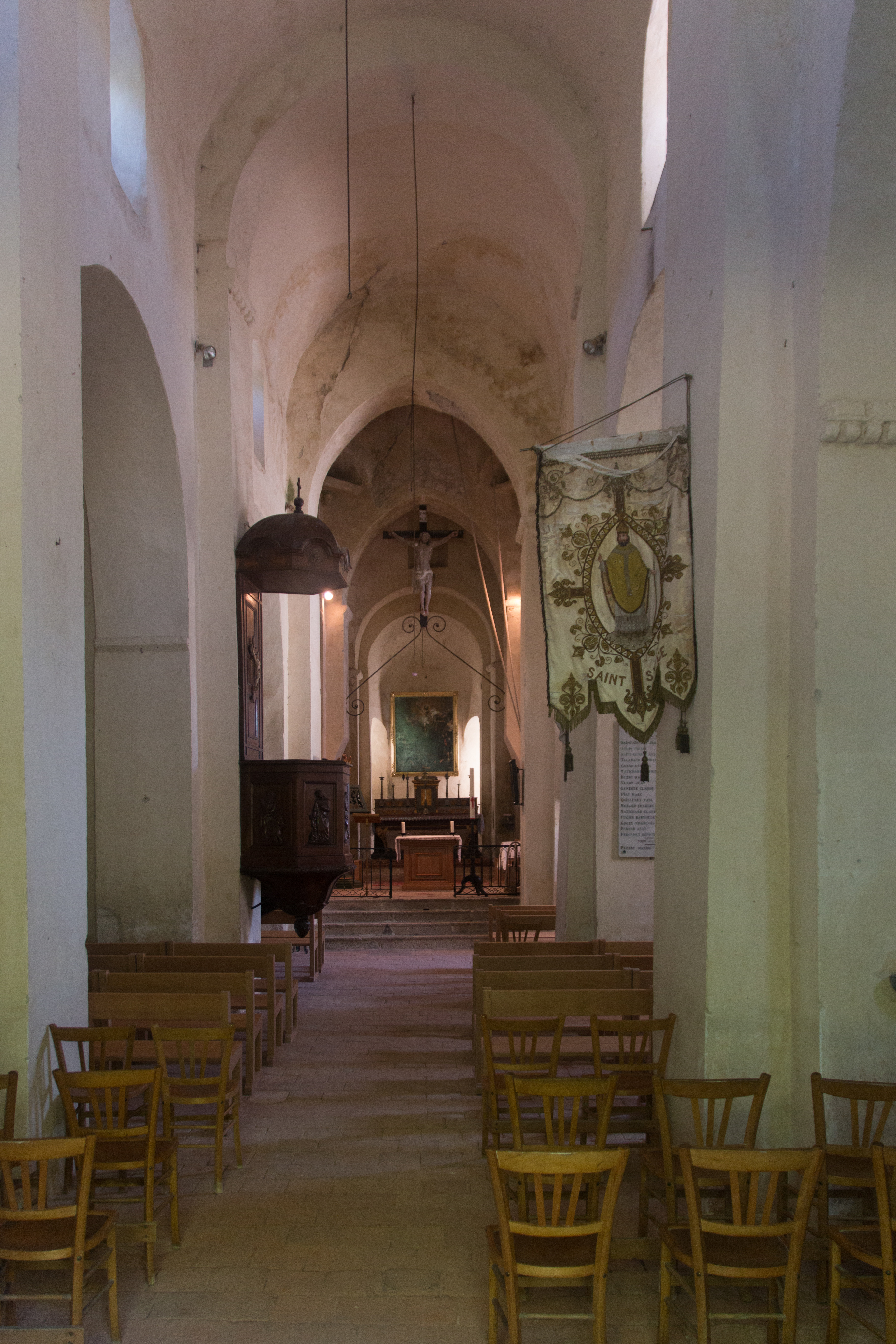
Nef principale.
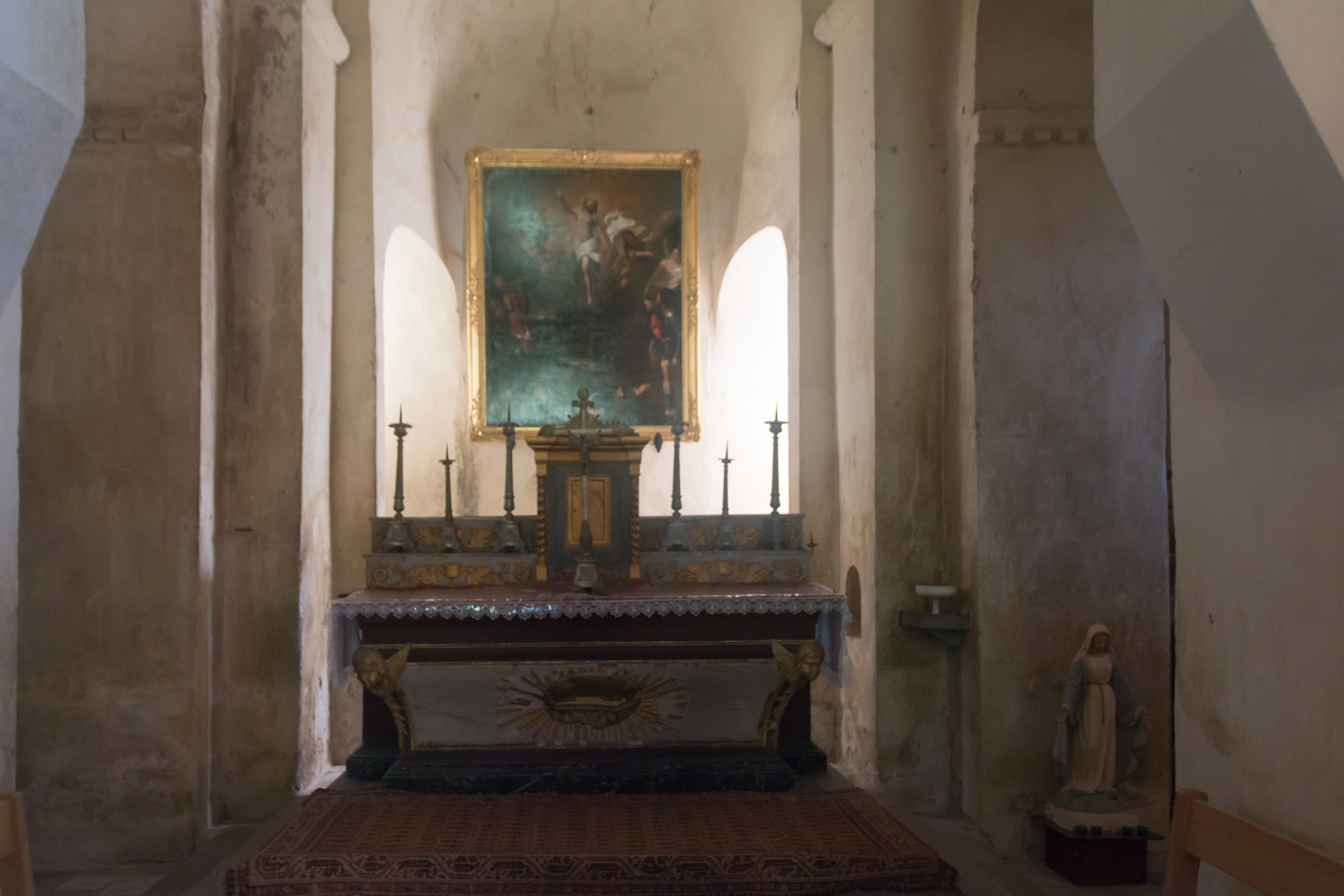
Abside en cul-de-four de la nef principale.
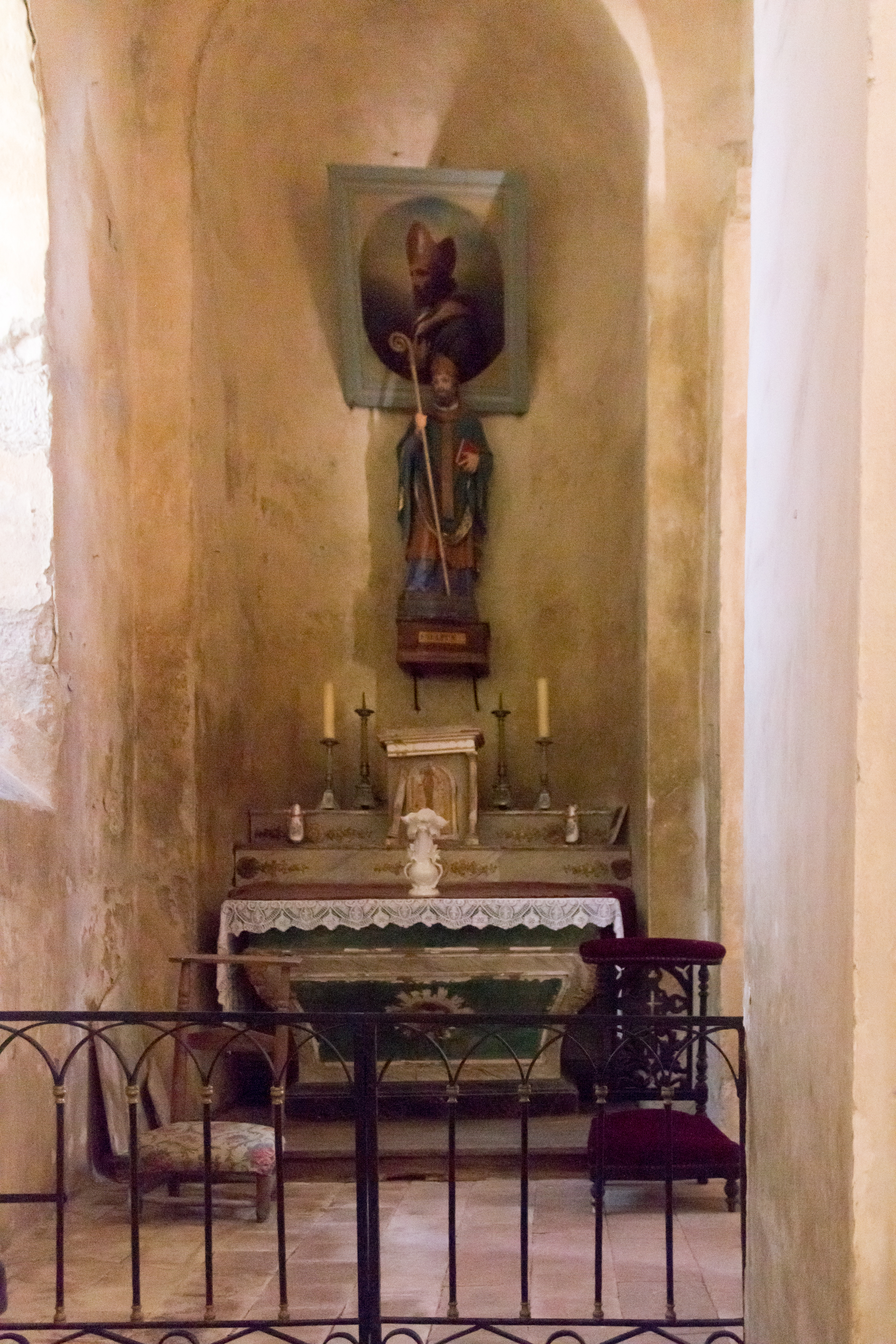
Absidiole nord.

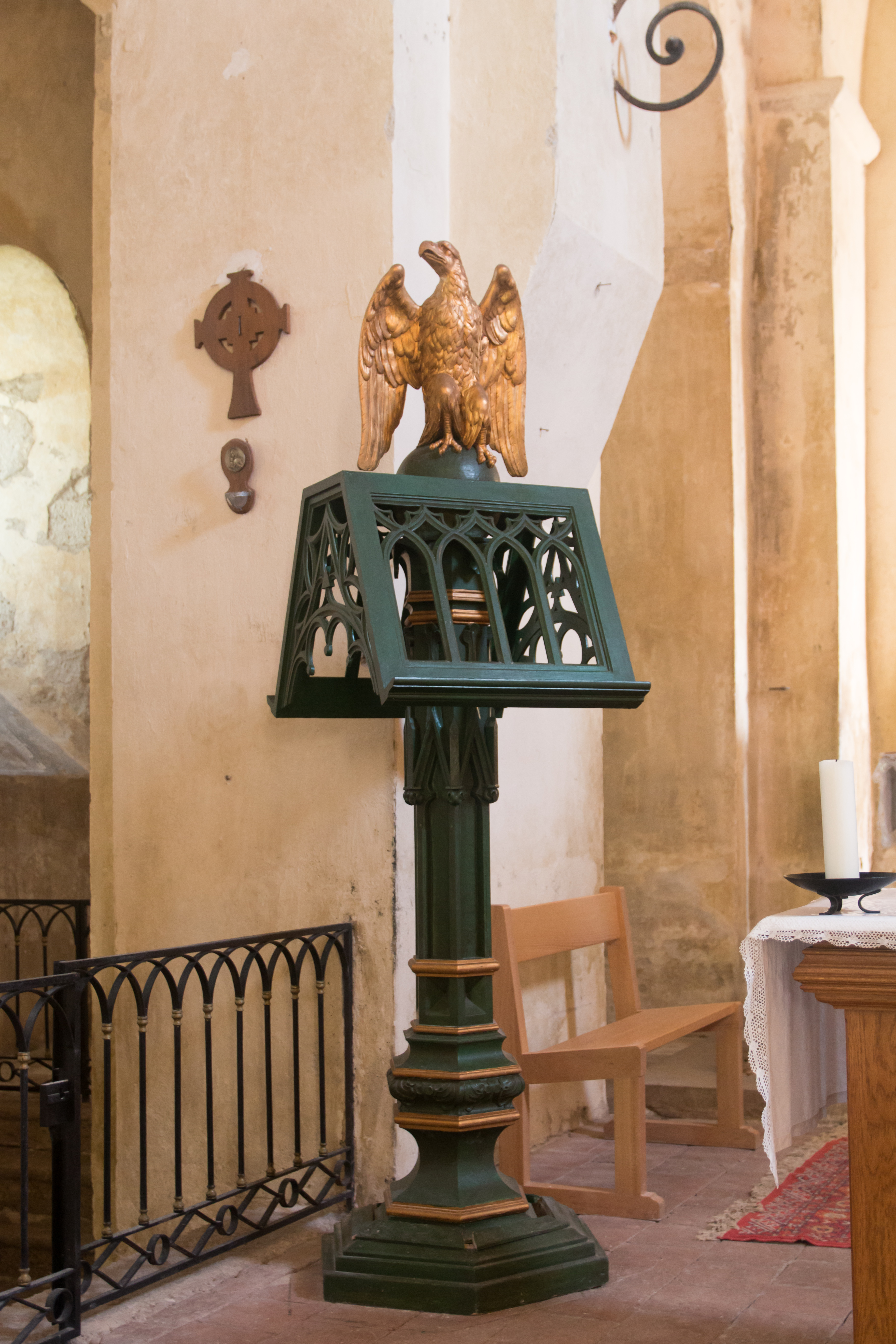
Lutrin.
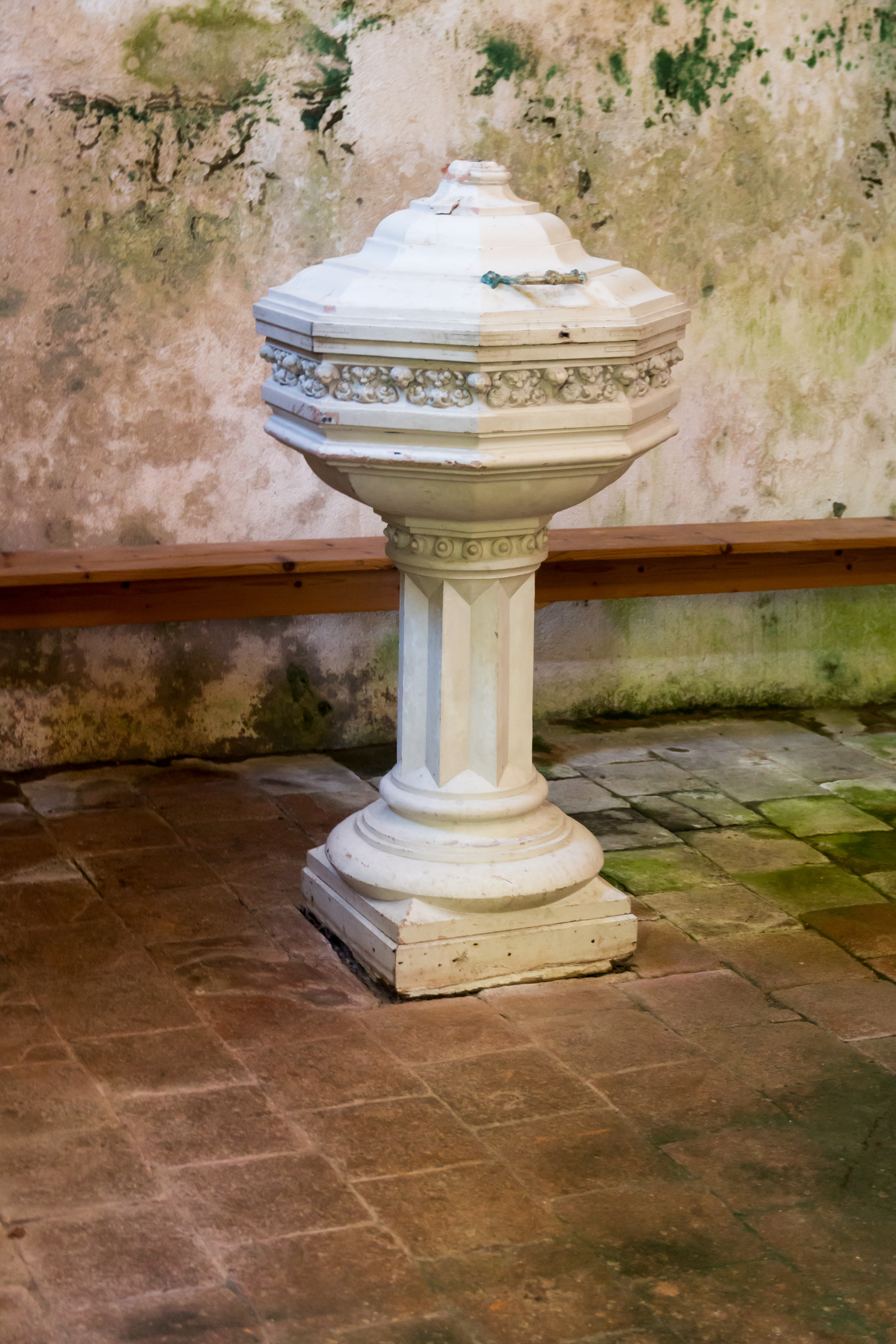
Fonts baptismaux.

## Historique
Cette église date des XIe  et  XIIe siècles. La paroisse de Langy dépendait de l'ancien diocèse de Clermont avant d'être donnée à l'abbaye de Cluny vers 971-972 ; la propriété est confirmée à plusieurs reprises par les papes au cours du XIe siècle. C'est vers le milieu du XIIe siècle, à une époque de transition, que la partie du chœur et du sanctuaire a été relevée et que les arcs en tiers-point portant le clocher de forme octogonale ont été construits.
Des travaux de restauration des couvertures de la nef et de la cicatrisation des façades de l'église Saint-Sulpice ont débuté en septembre 2013.